# Maxime-Gaël Ngayap Hambou
Maxime-Gaël Ngayap Hambou, né le 22 juin 2001, est un judoka français qui combat dans la catégorie des moins de 90 kg. Aux Jeux olympiques de Paris 2024, il obtient la médaille de bronze en individuel et la médaille d'or dans l'épreuve par équipes mixtes. 

## Biographie
Maxime-Gaël Ngayap Hambou a des origines camerounaises.
En 2021, il est médaillé en bronze au championnat du monde junior en - 90kg et médaille d'or par équipe mixte aux championnats d'Europe et aux championnats du monde.
Il est médaillé d'argent par équipe mixte lors des Championnats du monde de judo 2023 à Doha .  
En 2022 et 2023, Ngayap Hambou remporte une médaille d'argent au Tournoi d'Astana ainsi que des médailles de bronze au Tournoi de Tbilissi et au Grand Slam de Paris,.
Le 31 juillet 2024, il devient médaillé de bronze olympique en battant le Brésilien Rafael Macedo aux Jeux de Paris 2024.
Le 3 août 2024, il devient médaillé d'or par équipe mixte aux Jeux de Paris 2024, grâce à la victoire 4-3 de la France en finale face au Japon.

## Palmarès

### Compétitions internationales
| Année | Compétition           | Lieu      | Résultat | Catégorie         |
| ----- | --------------------- | --------- | -------- | ----------------- |
| 2023  | Championnats du monde | Doha      | 2e       | Par équipes mixte |
| 2024  | Championnats du monde | Abou Dabi | 2e       | Par équipes mixte |
| 2024  | Jeux olympiques       | Paris     | 3e       | Moins de 90 kg    |
| 2024  | Jeux olympiques       | Paris     | 1er      | Par équipes mixte |
| 2025  | Championnats d'Europe | Podgorica | 2e       | Moins de 90 kg    |

### Tournois Grand Chelem, Grand Prix et Masters
| Année | Compétition  | Lieu     | Résultat | Catégorie      |
| ----- | ------------ | -------- | -------- | -------------- |
| 2022  | Grand Chelem | Tbilissi | 3e       | Moins de 90 kg |
| 2023  | Grand Chelem | Astana   | 2e       | Moins de 90 kg |
| 2024  | Grand Chelem | Paris    | 3e       | Moins de 90 kg |

## Distinctions

### Décorations
Chevalier de la Légion d'honneur (décret du 23 septembre 2024)